# ناتان اف. دیکسون
ناتان اف. دیکسون (به انگلیسی: Nathan F. Dixon) سناتور سابق عضو حزب ویگ بود. وی در سال ۱۸۳۹ تا ۱۸۴۲ میلادی سناتور ایالت رود آیلند در سنای ایالات متحده آمریکا بود.